# Joseph Hertz
Joseph Herman Hertz, (25. září 1872, Rebrín/Rebrény, Zemplínska Široká – 14. ledna 1946, Londýn) byl rabín a učenec Tóry z Horních Uher. Proslavil se zejména na pozici vrchního rabína Spojeného království, kterou zastával od roku 1913 až do své smrti v roce 1946; jeho funkční období zahrnovalo obě světové války a dobu holokaustu.

## Mládí
Hertz se narodil v Rebríně v tehdejším Uhersku, (dnes součást obce Zemplínska Široká na východním Slovensku). V roce 1884 emigroval do New Yorku. Studoval na City College of New York, na Kolumbijské univerzitě a v Jewish Theological Seminary of America, kde získal v roce 1894 rabínskou ordinaci jako první z absolventů semináře. Svůj první rabínský post nastoupil v komunitě v Syracuse (New York).
V roce 1898 odešel do jihoafrického Transvaalu, kde nastoupil na rabínské místo ve Witwatersrand Old Hebrew Congregation v Johannesburgu. Zde působil až do roku 1911, přestože se ho prezident Paul Kruger za búrské války v roce 1899 snažil odstranit kvůli jeho probritským sympatiím a také proto, že se přimlouval za odstranění omezení uplatňovaných vůči Židům a katolíkům. V letech 1906–8 byl profesorem filozofie na Transvaal University College (později známé jako University of the Witwatersrand).
Roku 1911 se vrátil do New Yorku do kongregace Orach Chayim.

## Vrchní rabín
V roce 1913 byl rabi Hertz jmenován vrchním rabínem United Synagogue v Londýně; jeho soupeři byli mimo jiné rabi Moses Hyamson a rabi Bernard Drachman. V této funkci zůstal Hertz až do své smrti. Období jeho působení se vyznačovalo četnými půtkami s širokou škálou osob, a to zejména uvnitř židovské komunity. Dictionary of National Biography ho popisuje jako „militantního konzervativce“.
Navzdory svému titulu nebyl všeobecně uznávanou konečnou rabínskou autoritou, dokonce ani v rámci Británie. Byl vrchním rabínem skupiny synagog známých jako United Hebrew Congregations of the British Empire v čele s londýnskou United Synagogue; někteří noví imigranti, kteří se přistěhovali do Británie v 80. letech, ji však nepovažovali za dostatečně ortodoxní.
Hertz se je snažil ovlivnit přesvědčováním i nátlakem. Ke zvýšení jeho prestiže v této komunitě přispělo, když přesvědčil rabi Jechezkela Abramského, aby se stal předsedou londýnského bejt dinu.
Hertz si znepřátelil řadu lidí svojí silnou podporou sionismu ve 20. a 30. letech, kdy řada prominentních Židů patřila k jeho odpůrcům v obavách, že by mohl vést k obviněním vůči židovské komunitě z dvojí loajality. Hertz byl rozhodný odpůrce reformního a liberálního judaismu; nedopustil však, aby tento jeho postoj vyvolal osobní nepřátelství a v zásadě neměl výhrady proti účasti na pohřbech reformních Židů.
Současně si však svým řečnickým a spisovatelským umem, jakož i svou vzdělaností a srdečností získal respekt nejen u většiny britských Židů, ale také mimo židovskou komunitu. Jeho komentář k Tóře je stále k nalezení ve většině ortodoxních synagog a domácností ve Velké Británii.
Z titulu svého úřadu byl současně prezidentem Jews' College a v letech 1939–45 zde působil i jako výkonný ředitel. V letech 1922–23 byl prezidentem Anglické židovské historické společnosti a Konference anglicko-židovských kazatelů. Byl členem správní rady Hebrejské univerzity v Jeruzalémě a předsedou vedení jejího Institutu židovských studií. Jako viceprezident působil v řadě židovských i nežidovských organizací, jako Anglicko-židovská asociace, Londýnská nemocnice, the League of Nations Union, Národní rada pro veřejnou morálku nebo Nadace krále Jiřího pro námořníky. V roce 1942 založil společně s arcibiskupem canterburským Williamem Templem Radu křesťanů a židů, jejímž úkolem bylo bojovat proti antižidovskému fanatismu.
Jeho dcera Judith se provdala za rabína dr. Solomona Schonfelda.
Jeho pravnučka je ekonomka Noreena Hertzová.

## Reforma kalendáře
Ve 20. letech Hertz úspěšně zorganizoval mezinárodní odpor proti navrhované reformě kalendáře. Společnost národů v té době uvažovala o zavedení nového, tzv. světového kalendáře, který měl zajistit, že určité datum připadne v každém roce na stejný den v týdnu. To by vyžadovalo, aby v každém roce byl určen jeden den (v přestupném roce dva dny), označovaný jako „světový den“, který nebude patřit do žádného týdne. Jednou až dvakrát do roka by tedy bylo mezi dvěma po sobě jdoucími „sobotami“ ne sedm, ale osm dnů. Židovský šabat, který je třeba dodržovat každý sedmý den, by tudíž připadl každý rok na jiný den v kalendářním týdnu. S podobnou obtíží by se potýkaly i mnohé křesťanské církve. Hertz si to uvědomil a podařilo se mu zmobilizovat celosvětový odpor proti tomuto návrhu.

## Dílo
- Komentář k Tóře (1929–36, v jednom svazku 1937).
- Komentář k siduru (1946).
- Affirmations of Judaism, sbírka kázání, která se setkala s pozitivním ohlasem. Její pokračování vyšlo pod názvem Sermons, Addresses, and Studies (3 sv.).
- A Book of Jewish Thoughts (1917), výbor židovské filosofie uplynulých tisíciletí. Získal si nesmírnou popularitu a dočkal se 25 vydání.
- The Battle for the Sabbath at Geneva, popis Hertzova úsilí, jímž se snažil zabránit reformě kalendáře.
- příspěvky v Jewish Encyclopedia a v Encyclopædia Britannica.

## Vyznamenání
V roce 1943 byl jmenován Companion of Honour. Byl rovněž vyznamenán belgickým řádem Léopolda II. a obdržel medaili Columbia University.
12. března 1996 byla na jeho někdejším domě na Hamilton Terrace 103, Maida Vale, odhalena pamětní deska.